# Laccophilus obesus
Laccophilus obesus är en skalbaggsart som beskrevs av Sharp 1882. Laccophilus obesus ingår i släktet Laccophilus och familjen dykare. Inga underarter finns listade i Catalogue of Life.